# Veiga de Lila
Veiga de Lila es una freguesia portuguesa del concelho de Valpaços, con 14,37 km² de superficie y 330 habitantes (2001). Su densidad de población es de 23,0 hab/km².